# Anna Mjöll
Anna Mjöll Ólafsdóttir (Reykjavik, 1970) is een IJslands zangeres. Ze is vooral bekend door haar deelname aan het Eurovisiesongfestival 1996  in Oslo.

## Biografie
Mjöll werd geboren en groeide op in Reykjavik. Ze is de dochter van componist Ólafur Gaukur en zangeres en model Svanhildur Jakobsdóttir. Ze leerde piano, gitaar en cello spelen. Op haar negentiende bracht ze samen met haar moeder haar eerste album uit.
In 1996 werd Mjöll intern verkozen door RUV om haar land te vertegenwoordigen op het Eurovisiesongfestival. Met het nummer Sjúbídú werd ze dertiende, met 51 punten.
Na haar deelname aan het Eurovisiesongfestival ging ze drie jaar op tournee over de hele wereld met Julio Iglesias. Haar album The Shadow of Your Smile kwam uit in 2009.
1986: ICY · 
1987: Halla Margrét · 
1988: Beathoven · 
1989: Daníel Ágúst · 
1990: Stjórnin · 
1991: Stefán & Eyfi · 
1992: Heart 2 Heart · 
1993: Inga · 
1994: Sigga · 
1995: Bo Halldórsson · 
1996: Anna Mjöll · 
1997: Paul Oscar · 
1999: Selma · 
2000: August & Telma · 
2001: Two Tricky · 
2003: Birgitta · 
2004: Jónsi · 
2005: Selma · 
2006: Silvia Night · 
2007: Eiríkur Hauksson · 
2008: Euroband · 
2009: Yohanna · 
2010: Hera Björk · 
2011: Sigurjón's Friends · 
2012: Gréta Salóme & Jónsi · 
2013: Eyþór Ingi Gunnlaugsson · 
2014: Pollapönk · 
2015: María Ólafsdóttir · 
2016: Gréta Salóme · 
2017: Svala · 
2018: Ari Ólafsson · 
2019: Hatari · 
2021: Daði & Gagnamagnið · 
2022: Systur · 
2023: Diljá · 
2024: Hera Björk · 
2025: Væb